# Rougemont (Zwitserland)

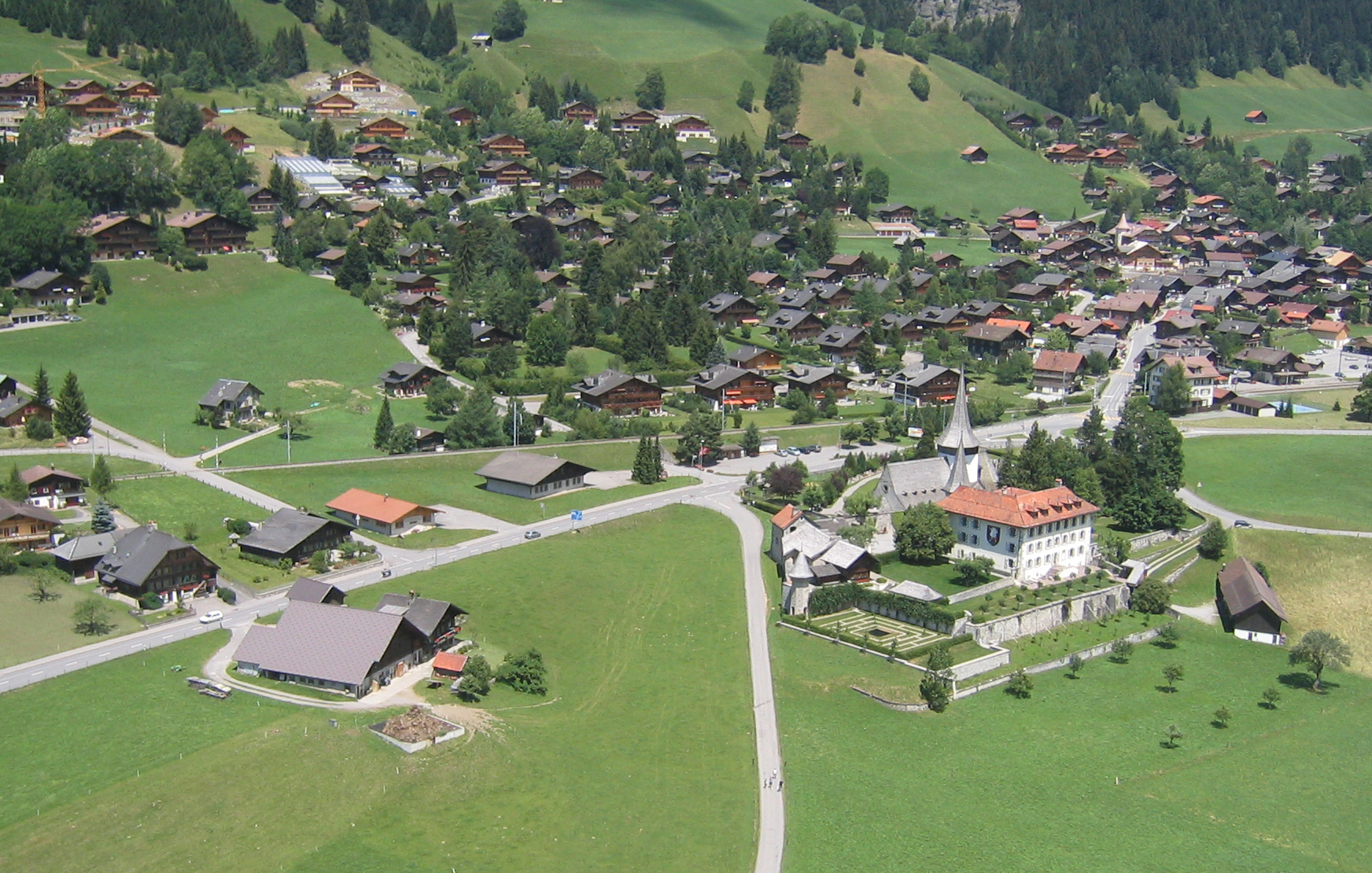
Luchtfoto van Rougemont

Rougemont is een gemeente en plaats in het Zwitserse kanton Vaud en maakt sinds 1 januari 2008 deel uit van het district Riviera-Pays-d'Enhaut. Voor 2008 maakte de gemeente deel uit van het toenmalige district Pays-d'Enhaut.
Rougemont telt 903 inwoners.